# 青年民主運動 (アルジェリア)
青年民主運動（せいねんみんしゅうんどう、フランス語: Mouvement pour la Jeunesse et la Démocratie、英語: Movement for Youth and Democracy）は、アルジェリアの小政党。
2007年5月17日に行われた総選挙では、5議席を獲得した。